# Kaskara
Kaskara (ros. Каскара) – wieś (sieło) w Rosji, w obwodzie tiumeńskim, w rejonie tiumeńskim. W 2010 liczyła 7094 mieszkańców.